# Акино, Эми
Эми Акино (англ. Amy Aquino, род. 20 марта 1957) — американская характерная актриса. Она в основном известна благодаря своим многочисленным второстепенным ролям на телевидении, в таких сериалах как «Застава фехтовальщиков», «Справедливая Эми», «Фелисити», «Расследование Джордан», «Все любят Рэймонда», «Скорая помощь», «Братья и сёстры», «Закон Хэрри», «Быть человеком», «Форс-мажоры», «Босх» и «Босх: Наследие».

## Биография
Акино родилась в Тинек, Нью-Джерси и училась в Гарвардском университете, а после окончила Йельский университет, вскоре начав карьеру актрисы. У неё были регулярные роли в недолго просуществовавших ситкомах «Один из мальчиков» и «Бруклинский мост», но чаще всего она играла второстепенные, или же гостевые роли в многочисленных других сериалах. В России актриса наиболее известна своей ролью харизматичного начальника «убойного» отдела управления полиции Лос-Анжелеса лейтенанта Грейс Биллетс из популярного полицейского сериала «Босх» и его спин-оффа «Босх: Наследие».
В апреле 2013 года Акино получила роль матери главного героя в пилоте ABC «Развод», но покинула его спустя неделю, так как по мнению продюсеров была слишком молода для игры матери сорокалетнего персонажа. На большом экране она появилась в фильмах «Власть луны», «Деловая девушка», «Парни побоку», «Обсуждению не подлежит», «Белый олеандр», «Крутая компания» и «Больше, чем любовь».

## Избранная фильмография
| Год  |   | Русское название      | Оригинальное название | Роль       |
| ---- | - | --------------------- | --------------------- | ---------- |
| 2007 | с | Отчаянные домохозяйки | Desperate Housewives  | Эрика Голд |